# The Heroic Trio
The Heroic Trio är en kinesisk film från 1993 i regi av Johnnie To med bland andra Michelle Yeoh och Maggie Cheung i rollerna.

## Rollista (i urval)
- Michelle Yeoh - Ching/Invisible Woman/Number 3
- Anita Mui - Tung/Wonder Woman/Shadow Fox
- Maggie Cheung - Chat/Thief Catcher/Mercy
- Damian Lau - Insp. Lau
- Anthony Wong Chau-Sang - Kau
- Paul Chu - Chief of Police
- James Pak - Inventor
- Yee Kwan Yan - Evil Master